# Yartsevo
Yartsevo (tiếng Nga: Я́рцево) là thị trấn và trung tâm hành chính của huyện Yartsevsky thuộc tỉnh Smolensk, Nga, nằm trên sông sông Vop cách Smolensk 63 km về phía đông bắc. Dân số: 47,848 (Điều tra dân số 2010); 52,617 (Điều tra dân số 2002); 52,304 (Điều tra dân số năm 1989).
Yartsevo được thành lập trên vị trí của ngôi làng Yartsevo-Perevoz (Я́рцево-Перево́з), được biết đến từ năm 1859. Nó phát triển nhờ việc xây dựng một nhà máy sản xuất bông năm 1873. Sau đó, có một xí nghiệp xà phòng, một lò sản xuất gạch, một xưởng cưa, và một xưởng đúc được dựng lên tại khu vực này. Yartsevo được lên cấp thị trấn từ nằm 1926.